# Hårig smalmyra
Hårig smalmyra (Leptothorax acervorum) är en myrart som först beskrevs av Johan Christian Fabricius 1793.
Hårig smalmyra ingår i släktet smalmyror och familjen myror. Arten är reproducerande i Sverige.

## Underarter
Arten delas in i följande underarter:
- Leptothorax acervorum acervorum
- Leptothorax acervorum nigrescens
- Leptothorax acervorum superus
- Leptothorax acervorum vandeli

## Bildgalleri

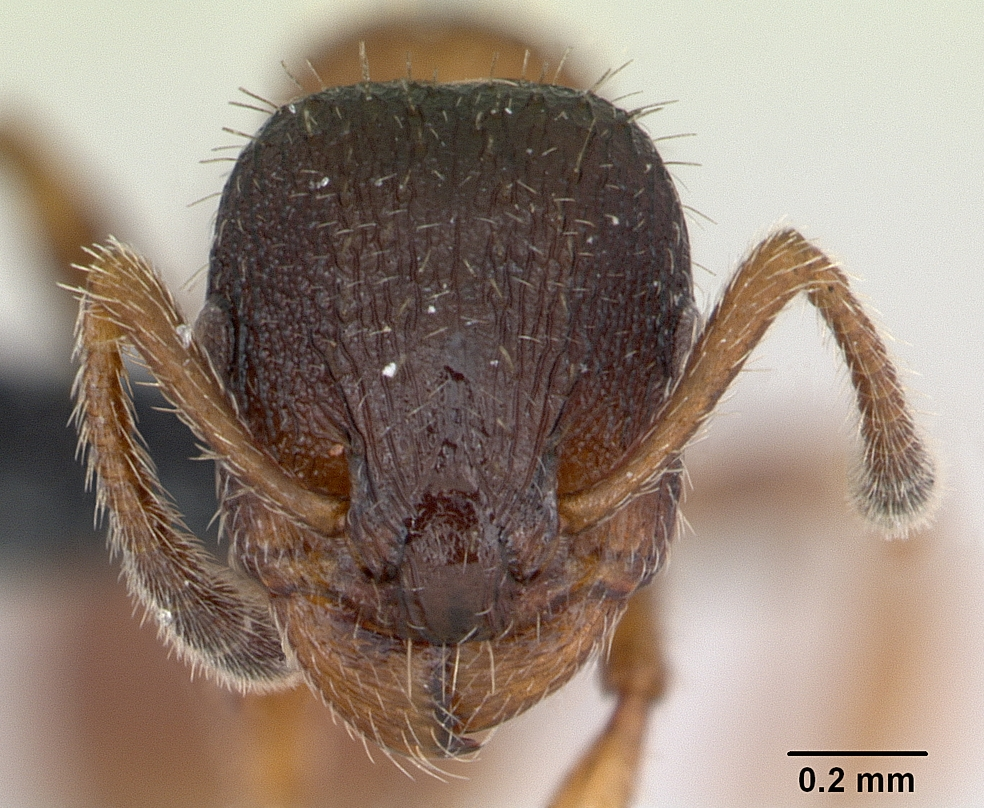
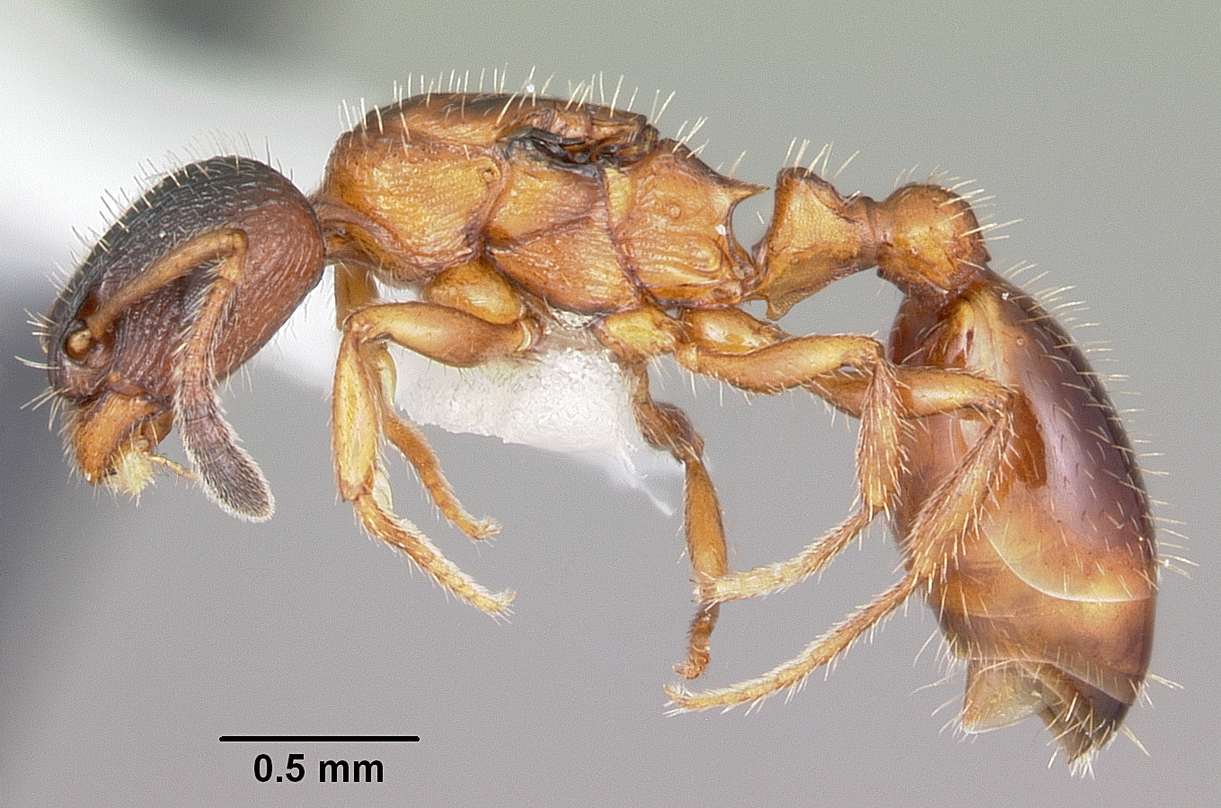
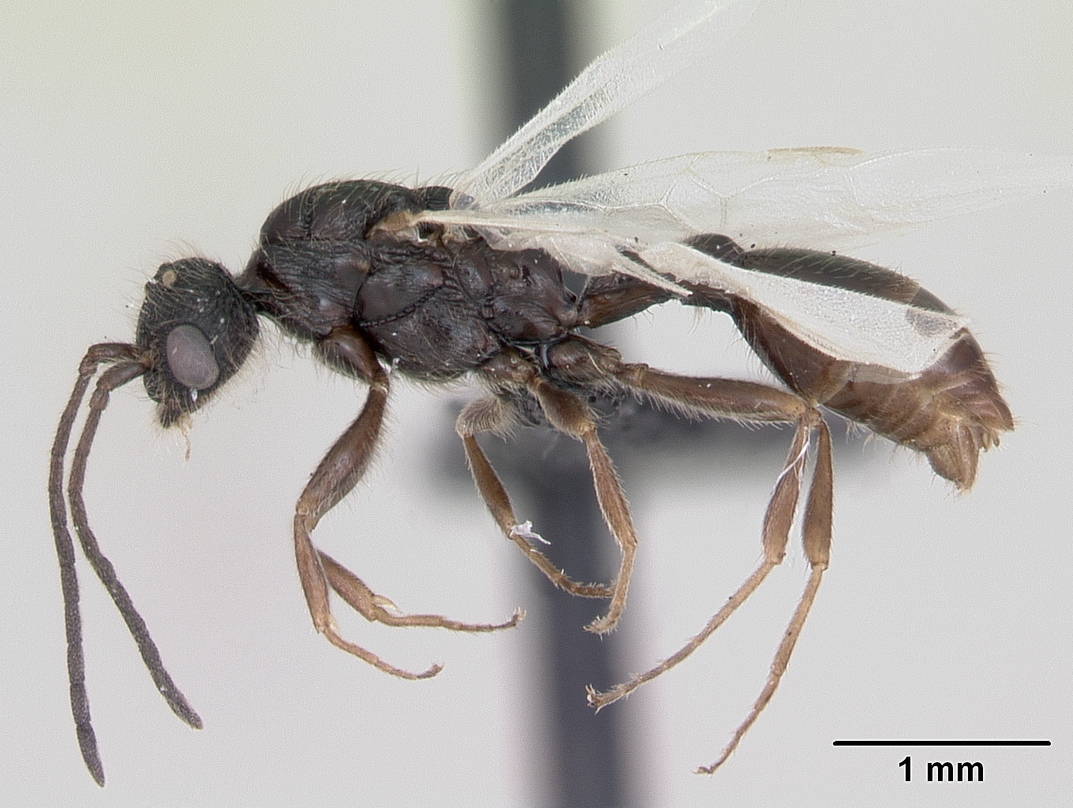